# Ľubica
Ľubica (in ungherese Leibic, in tedesco Leibitz, in latino Laibicium) è un comune della Slovacchia facente parte del distretto di Kežmarok, nella regione di Prešov.